# Izbice
Izbice (Servisch cyrillisch Избице) is een plaats in de Servische gemeente Novi Pazar. De plaats telt 1949 inwoners (2002).